# Єлизаветівка (Павловський район)
Єлизаветівка (рос. Елизаветовка) — село у Павловському районі Воронезької області Російської Федерації.
Населення становить 1669 осіб. Входить до складу муніципального утворення Єлизаветовське сільське поселення.

## Історія
Населений пункт розташований у межах суцільної української етнічної території, на теренах Східної Слобожанщини.
Від 1928 року належить до Павловського району, спочатку у складі Центрально-Чорноземної області, а від 1934 року — Воронезької області.
Згідно із законом від 15 жовтня 2004 року входить до складу муніципального утворення Єлизаветовське сільське поселення.

## Населення
| 2009 | 2010  |
| ---- | ----- |
| 1508 | ↗1669 |